# Рем (Борисовський район)
Рем (біл. вёска Рэм) — село в складі Борисовського району Мінської області, Білорусь. Село підпорядковане Мстижській сільській раді, розташоване в північно-східній частині області.